# Pierre Sammy Mackfoy

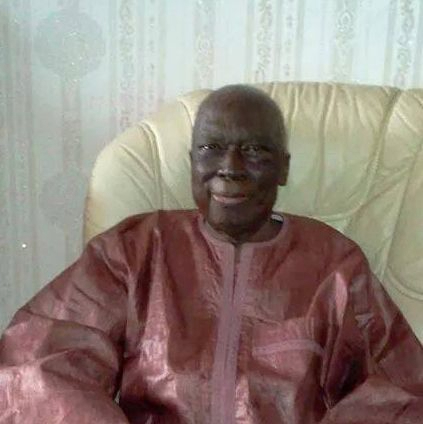

Pierre Sammy-Mackfoy, né à Bangassou le 13 février 1935 et mort à Créteil le 31 juillet 2014,, est un écrivain et homme politique centrafricain, qui a occupé différents postes politiques et administratifs en République centrafricaine.

## Biographie
Diplômé de Sciences de l’Éducation, il a été (plusieurs fois) ministre de l'éducation nationale, directeur général de l'INEF (Institut National de l'Enseignement et de la Formation) à Bangui. Le dernier poste occupé est celui de président du Haut Conseil de la Communication.

## Œuvres
- 1977 : Pierre Sammy, L'Odyssée de Mongou (roman), Paris, Hatier, coll. « Monde noir », 1977, 127 p. (ISBN 978-2-218-04103-7)
- 1989 : Pierre Sammy-Mackfoy et Jacky Guiet, Les Illusions de Mongou (récit illustré), Nathan, 1989, 111 p.
- 1989 : Pierre Sammy-Mackfoy, Papillon bleu et la fille du diable (contes pour enfants), ACCT, 1989, 135 p.
- 2002 : Pierre Sammy, Les Illusions de Mongou (roman), Sépia, 10 octobre 2002, 241 p. (ISBN 978-2-84280-068-0)
- 2003 : De l’Oubangui à La Rochelle : ou le parcours d’un bataillon de marche, 18 juin 1940 – 18 juin 1945, Paris, L’Harmattan, juin 2003, 236 p. (ISBN 2-7475-4689-6, lire en ligne)
- 2006 : L’odyssée de Mongou, Paris, Sépia poche, 21 janvier 2006 (ISBN 978-2-84280-107-6)

### Ouvrages pédagogiques
- Mongou fils de bandia : CM2 6e, Armand Colin, coll. « A. Payan », 1972
- Géographie de la RCA : classes CM1 CM2, Hatier, 1981
- Géographie de la CEMAC : Maître et élèves CM2, Bangui, 2003
- David et Amina : Initiation à la lecture, CI CP, Paris, Hatier, 1987
- Avec B. Ndokobanda, Mon nouveau livre de français : classes CM1 CM2, Paris, Edicef, 1988
- Avec Bertrand Ndokobanda, Éducation civique aux cours moyens : République centrafricaine, Magnard et Servedit

### Journal pour enfants
Durant les années 80, il dirige à Bangui, le journal pour enfants Balao (le mot signifie en français : Bonjour).  
- Balao : le journal des jeunes (journal pour enfants), Bangui, Edifamadi, 1985 - 1986

### Guide
- Clotaire Mbao-Ben-Seba, Jean-Louis Saint-Dizier et Pierre Sammy, Guide Balao pour le Centrafrique, Bangui, Balao, 1991, 204 p.